# Operação Northern Watch
A Operação Northern Watch (em português Vigília do Norte), que sucedeu a Operação Provide Comfort, foi uma missão duradoura conduzida em conjunto por uma Força Taréfa conjunta de americanos e europeus feita para implementar uma zona de exclusão aérea ao norte do paralelo 36 no Iraque. A missão começou em 1 de janeiro de 1997.
A coalizão formada por Estados Unidos, Reino Unido e pela Turquia, com uma força de 45 aeronaves apoiados por 1400 homens no solo, foi responsável por esta operação. Do pessoal envolvido, pelo menos 1 100 eram americanos que incluía marinheiros, soldados e pilotos da Força Aérea.
Originalmente, o governo turco deu permissão para que a operação durasse seis meses. Os turcos subsequentemente aprovaram mais duas extensões de 6 meses cada, mas deram a entender que não seria uma operação permanente.
No primeiro ano da missão, o norte do Iraque estava quieto, com nenhum confronto entre aeronaves da coalizão e da força aérea iraquiana.
As forças envolvidas na Northern Watch não tomaram parte da Operação Desert Fox, que aconteceu em dezembro de 1998. Depois deste confronto, o Iraque anunciou que não iria mais reconhecer as zonas de zonas de exclusão aérea sobre o país e então começaram a atacar aeronaves da coalizão. De dezembro de 1998 a março de 1999, aerovanes americanas e aliadas que sobrevoavam o norte do Iraque foram alvos constantes de artilharia antiaérea e de mísseis terra-ar. Os americanos responderam bombardeando as bases de defesa e resposta aérea iraquianas que disparavam contra eles, destruindo boa parte dos locais de lançamento de misseis de defesa do Iraque.
Aeronaves da coalizão voavam pelo menos 18 vezes por mês e normalmente eram recebidas a tiro. A arma mais utilizada pelos iraquianos eram canhões e metralhadoras antiaéreas. Apesar de Saddam Hussein, o então presidente do Iraque, oferecer uma recompensa de US$14 mil dólares para quem abatesse uma aeronave da coalizão, nenhum avião foi derrubado.
Durante os primeiros meses de 1999, as atividades da coalizão no Iraque foram interrompidas enquanto aeronaves de combate aliadas eram transportadas para a Itália para tomar parte da chamada Operação Forças Aliadas na Iugoslávia.
Houve poucas missões até a invasão do Iraque em 2003. A última patrulha aérea de combate aconteceu em 17 de março de 2003 (a partir da Base Aérea de İncirlik). Seis semanas depois, a operação foi oficialmente encerrada em 1 de maio de 2003.
Um total de 36 000 missões de combate e patrulha foram executadas durante a Northern Watch e pelo menos 40 000 combatentes serviram durante a operação.